# Julius Blanck
Julius Blanck (auch: Isidor Julius Blanck; geboren 8. November 1865 in Hannover; gestorben 6. Juni 1930 ebenda) war ein deutscher Fonds- und Wechsel-Makler, Bankier, Autor und Herausgeber sowie Mäzen. Seine Familie wurde Opfer des Holocaust.

## Leben

### Familie
Julius Blanck war der Sohn des hannoverschen Viehhändlers Louis Blanck aus jüdischer Familie.
Er heiratete Emma, geborene Franck. Als seine spätere Witwe wurde sie während der Zeit des Nationalsozialismus 1942 deportiert, überlebte jedoch das Konzentrationslager Theresienstadt.
Das Paar hatte drei Kinder: Den späteren Juristen und Einzelprokuristen des Blanckschen Bankhauses Leonhard Carsten Blanck (geb. 1896), Werner (geb. 1900) und Elisabeth (geb. 1906). Die Frau seines Bruders Emil, Agathe, wurde 1941 nach Lodz deportiert. Der Sohn seines Bruders Alfred, Erich, die Schwiegertochter Herta und die beiden Kinder Alfred und Hanna wurden 1941 in das KZ Riga deportiert und dann in Auschwitz ermordet. Erich starb im KZ Stutthof.

### Werdegang
Julius Blanck besuchte das humanistische hannoversche Lyceum II. In den Jahren von 1883 bis 1892 absolvierte er eine Lehre und betätigte sich im Bankfach. In diesem Zeitraum wurde er 1885 Mitglied des Turn-Klubbs zu Hannover.
Ab 1892 bis 1922 wirkte Blanck mehr als drei Jahrzehnte als amtlicher Kursmakler an der Börse Hannover, wo er Fonds und Wechsel makelte. Über dieselbe Zeitspanne agierte der mit englischen und französischen Sprachkenntnissen Versehene als Handelskorrespondent für insgesamt 13 Tageszeitungen.
Blanck wirkte darüber hinaus als beeidigter Sachverständiger für banktechnische Fragen der Industrie- und Handelskammer Hannover sowie der hannoverschen Gerichte.
1922 bis 1927 war Blanck Mitinhaber des Bankhauses S. H. Oppenheimer jr. Am 1. April 1927 gründete er als Inhaber sein eigenes Bankhaus Julius Blanck unter der Adresse Landschaftstraße 3 und Georgplatz 14.
Bekannt wurde Blanck aber insbesondere als Herausgeber seines regelmäßig erschienenen Blanck's Börsen-Handbuch für Hannover und Braunschweig sowie als Autor einer Geschichte des hannoverschen Bank- und Börsenwesens.
Neben seinen Bankgeschäften agierte Blanck als Mitglied im Vorstand des Kunstvereins Hannover.
Julius Blanck starb 1930 und wurde auf dem Jüdischen Friedhof Bothfeld beigesetzt; die Verfolgung seiner Familie durch die Nationalsozialisten erlebte er nicht mehr.

## Die Julius-Blanck-Hütte
Zur Unterbringung von bei den Steinbrüchen im Süntel bei Welliehausen als Gastarbeiter beschäftigten italienischen Steinhauern war dort um das Jahr 1905 eine Hütte errichtet worden. Nach dem Ersten Weltkrieg erwarb Julius Blanck das nicht mehr genutzte Gebäude samt Grundstück.
Der Mäzen des Turn-Klubbs zu Hannover, kurz TKH, stiftete dem „Klubb“ 1919 die Hütte als Wanderhütte im Süntel.
Bei ihrer Einweihung am Himmelfahrtstag 1920 erhielt die Hütte den Namen Julius-Blanck-Hütte. Zudem wurde Blanck zum Ehrenmitglied beziehungsweise  Ehrenvorsitzenden des TKH ernannt.
Bereits im Jahr der Machtergreifung durch die Nationalsozialisten und lange vor den Nürnberger Rassegesetzen führte der Turn-Klubb zu Hannover im Mai 1933 seinen eigenen „Arierparagraphen“ ein: In der Folge wurde die nach seinem jüdischen Ehrenvorsitzenden benannte „Julius-Blanck-Hütte“ im Süntel stillschweigend in „Jahnhütte“ umbenannt.
Die bewirtschaftete Hütte wurde in den 1930er Jahren von den Mitgliedern des Turn-Klubbs bei etwa 3000 bis 4000 Übernachtungen jährlich genutzt und war zugleich Gaststätte für Wanderer.
Die später durch die Stadt Hameln übernommene „Jahnhütte“ diente unter anderem einige Jahre als Jugendherberge und wurde 1978 abgerissen. An ihrer Stelle wurde eine einfache kleine Schutzhütte errichtet.▼

## Schriften
- Julius Blanck: Das psychologische Moment bei Beurteilung der Börsenlage. Abhandlung. Ein Brevier, zu lesen vor Eingehen einer Börsenspekulation, Hannover: Theodor Schulze, 1927[7]
- Julius Blanck: Das Bank- und Börsenwesen in der Stadt Hannover, 2. Auflage, Hannover: Theodor Schulze, 1927[7]
  - Das Bank und Börsenwesen in der Stadt Hannover (Auszug), in Paul Siedentopf (Hauptschriftleiter): Ewald Steinmetz & Co. G.m.b.H., Graphische Kunstanstalten, in ders.: Das Buch der alten Firmen der Stadt Hannover im Jahre 1927 (DBdaF 1927), unter Mitwirkung von Karl Friedrich Leonhardt (Zusammenstellung des Bildmaterials), Jubiläums-Verlag Walter Gerlach, Leipzig 1927, S. 148–150

sowie die Reihe
- Julius Blanck (Hrsg.): Blanck's Börsen-Handbuch für Hannover und Braunschweig, diverse Ausgaben[1]